# Władysław Skalski (lekarz)
Władysław Skalski herbu Rogala (ur. ok. 1837, zm. 2 marca 1901 w Samborze) – polski lekarz.

## Życiorys

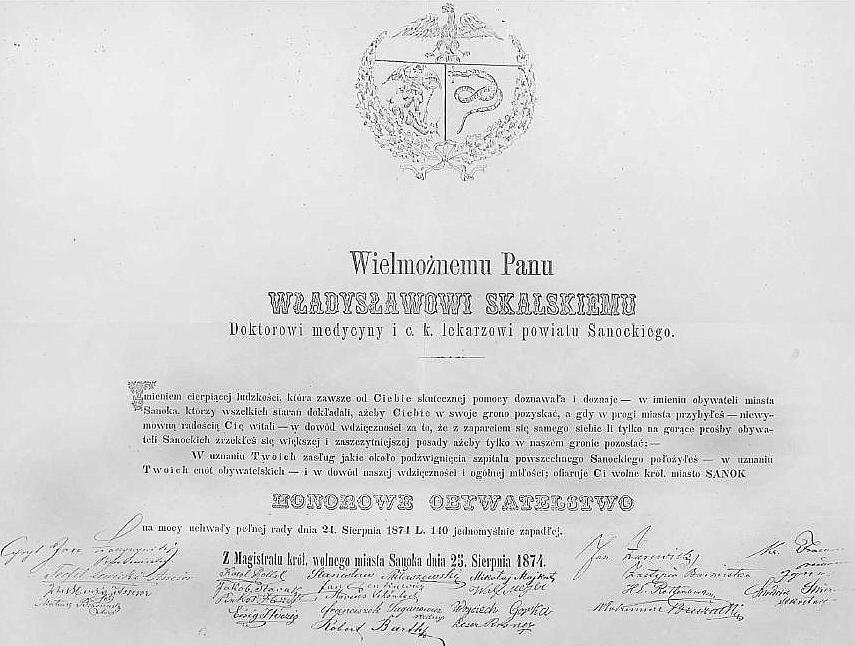
Dyplom nadania honorowego obywatelstwa miasta Sanoka dr. Władysławowi Skalskiemu (1874)

Władysław Skalski urodził się około 1837. Ukończył studia medycyny uzyskując tytuł naukowy doktora w 1863 na Uniwersytecie Wiedeńskim. 
W okresie zaboru austriackiego wstąpił do służby państwowej. Od około 1864 był lekarzem w Krośnie. Od około 1867 był lekarza powiatowym przy urzędzie c. k. starostwa powiatu krośnieńskiego. Od około 1871 sprawował stanowisko lekarza przy urzędzie c. k. starostwa powiatu sanockiego w Sanoku. Od około 1887 prowadził także praktykę lekarską w Sanoku.
Uchwałą Rady Miasta Sanoka z 24 sierpnia 1874 nadano mu tytuł honorowego obywatelstwa Sanoka za starania na rzecz miasta, w tym wsparcie sanockiego szpitala. Działał w sanockiej sekcji Towarzystwa Lekarzy Galicyjskich, w styczniu 1881, styczniu 1882 wybierany wiceprezesem. Wspierał tworzenie uzdrowiska Rymanów-Zdrój. Był członkiem korespondentem Towarzystwa Lekarskiego Krakowskiego. W Sanoku zamieszkiwał przy ulicy Krakowskiej 125 (późniejsza ulica Tadeusza Kościuszki).
W styczniu 1888 ogłoszono, że na własne żądanie został przeniesiony z Sanoka do Sambora i poruczono mu służbę sanitarną w powiecie samborskim i w powiecie rudeckim. Od tego roku do końca życia sprawował posadę starszego lekarza powiatowego w Samborze. Po kilku miesiącach od przeniesienia do tego miasta we wrześniu 1888 przybyła deputacja z Sanoka wręczając doktorowi puchar za jego zasługi poczynione w trakcie urzędowania tamże.
W Samborze zamieszkiwał w domu przy ulicy Jana Kochanowskiej 63. Zmarł po krótkiej chorobie 2 marca 1901 w Samborze w wieku 63 lat. 5 marca 1901 został pochowany w Podmojscach.